# 21-я кавалерийская дивизия
21-я кавалерийская дивизия — соединение кавалерии РККА, созданное во время Гражданской войны в России 1918−1920 годов.

## История дивизии
Переименована 16 июля 1920 года из 2-й кавалерийской дивизии, сформированной 19 мая 1920 года. 14 марта 1921 года расформирована, личный состав дивизии обращён на пополнение 12-й и 18-й кд.

## Участие в боевых действиях
С июля по август 1920 года вела бои с войсками Русской армии П. Н. Врангеля в Северной Таврии, в сентябре 1920 года — вела бои с антисоветскими бандами в Приднепровских плавнях, в октябре 1920 года — вела бои в районе Никополя, с октября по ноябрь 1920 года — участвовала в контрнаступлении Южного фронта 1920 в Северной Таврии и Перекопско-Чонгарской операции, в декабре 1920 года — участвовала в освобождении Бахчисарая, Симферополя, Севастополя, в ликвидации махновщины в Екатеринославской губернии, с января 1921 года по февраль 1921 года — вела борьбу против бандитизма на Северном Кавказе в районах станиц Шкуринская, Кущевская, Новодеревянковская, Новоминская, в марте 1921 года — переброшена в Закавказье.

## Подчинение
С июля по декабрь 1920 года в составе 2-й Конной Армий, с декабря 1920 года по февраль 1921 года в составе 2-го Конного корпуса, с февраля 1921 года по март 1921 года в составе 9-й Армии, март 1921 года в составе 11-й Армии.

## Командный состав

### Начальники дивизии[1]
- 09.06.1920 — 18.07.1920 — М. Ф. Лысенко
- 18.07.1920 — 02.08.1920 — Ф. А. Текучев
- 02.08.1920 — 04.08.1920 — врид Р. П. Погосьянц
- 04.08.1920 — 14.03.1921 — М. Ф. Лысенко
- после 14.03.1921 — В. А. Малаховский[2]

### Военкомы дивизии[1]
- 25.06.1920 — 29.07.1920 — М. А. Экон
- 29.07.1920 — 22.02.1921 — Г. А. Худенко
- 22.02.1921 — 27.02.1921 — С. Коновалов
- 27.02.1921 — 14.03.1921 — И. М. Гринберг